# Josep Maria Montaner
Josep Maria Montaner (Barcelona, 8 de setembro de 1954) é um arquiteto, historiador, e professor catalão. É professor catedrático da Escola Técnica Superior de Arquitetura de Barcelona. 

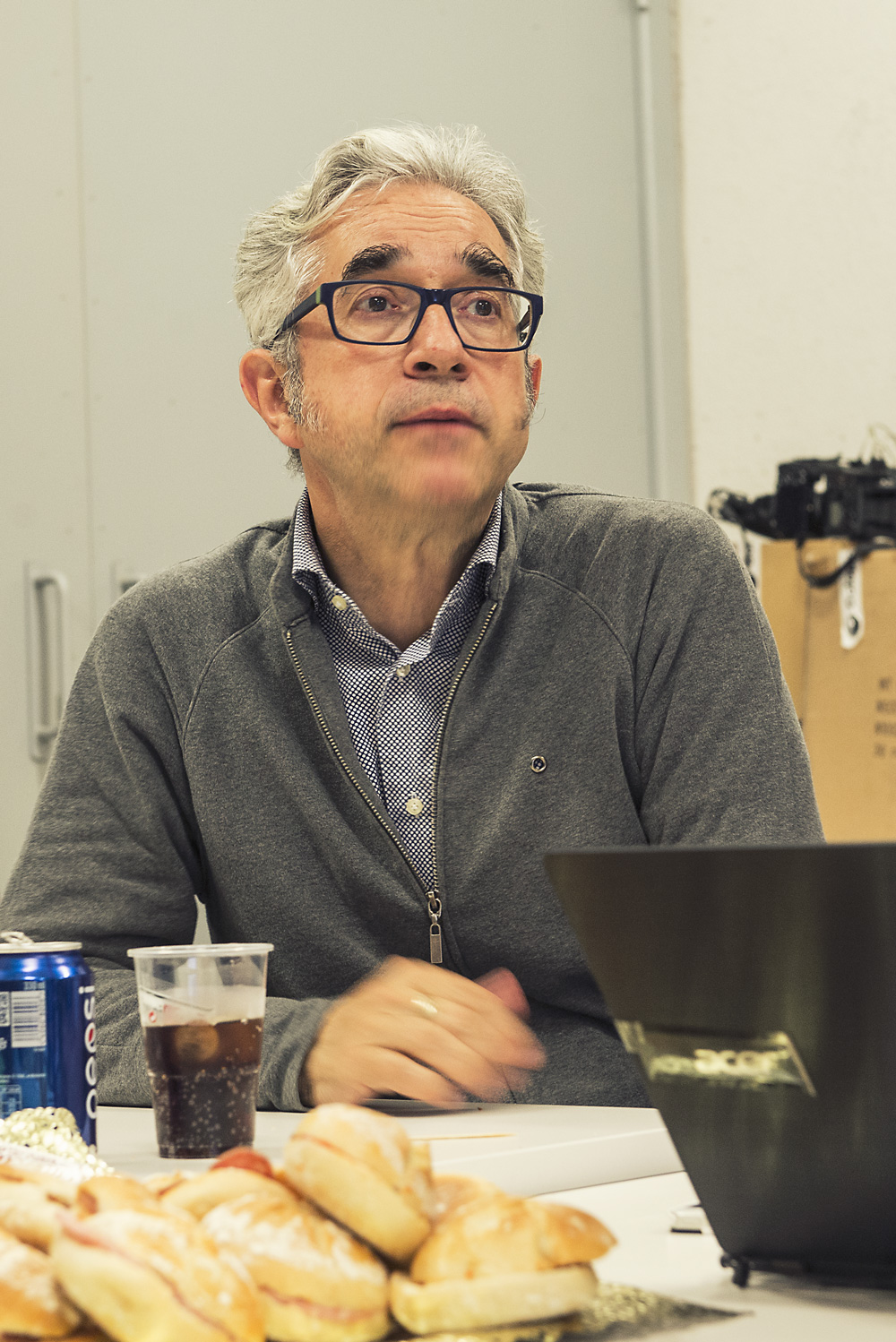
Josep Maria Montaner

## Publicações[1]
- La modernització de l'utillatge mental de l'arquitectura a Catalunya (Institut d'Estudis Catalans, 1990)
- Fills de Blade Runner (Columna, 1991)
- Talaia d'Amèrica (Columna, 1993)
- Después del Movimiento Moderno (Gustavo Gili, 1993)
- Museos para el nuevo siglo = Museums for the new century (Gustavo Gili, 1995)
- Less is more: minimalismo en arquitectura y otras artes (Actar, 1996)
- Mendes da Rocha (Gustavo Gili, 1996)
- La modernidad superada: ensayos sobre arquitectura contemporánea (Gustavo Gili, 1997)
- Casa Ugalde, Coderch (COAC, 1998)
- Arquitectura y crítica (Gustavo Gili, 1999)
- 9 obras y 2 modelos de Le Corbusier (COAS, 2000)
- Las formas del siglo XX (Gustavo Gili, 2002)
- Hotel Attraction: una catedral laica: el gratacel de Gaudí a New York (Edicions UPC, 2003)
- Repensar Barcelona (Edicions UPC, 2003)
- Museos para el siglo XXI (Gustavo Gili, 2003)
- Teorías de la arquitectura : memorial Ignasi de Solà-Morales (Edicions UPC, 2003)
- Carlos Ferrater: obra reciente = Carlos Ferrater: recent work (Gustavo Gili, 2005)
- Arquitectura contemporània a Catalunya (Edicions 62, 2005)
- Sistemas arquitectónicos contemporáneos (Gustavo Gili, 2008)
- Casas de la existencia: geografía de tránsitos (Fundación Politécnica de Cataluña, 2009)
- Herramientas para habitar el presente (2011)
- Arquitectura y política (Gustavo Gili, 2011)
- Arquitectura y crítica en Latinoamérica (Nobuko, 2011)